# Up North (película)
Up North es una película dramática nigeriana de 2018 producida por Anakle Films y Producciones Inkblot, y dirigida por Tope Oshin. El guion fue escrito por Naz Onuzo y Bunmi Ajakaiye, basado en una historia de Editi Effiong. Se rodó principalmente en Bauchi, con  una semana de grabación en Lagos.

## Sinopsis
El hijo rebelde de un multimillonario aprende sobre la vida, el amor y la amistad cuando su padre lo envía a Bauchi, obligándolo a madurar.

## Elenco
- Banky Wellington como Bassey Otuekong
- Rahama Sadau como Mariam
- Kanayo O. Kanayo como Jefe Otuekong
- Adesuwa Etomi-Wellington como Zainab
- Michelle Dede como Idara Otuekong
- Hilda Dokubo como la Sra. Otuekong
- Ibrahim Suleiman como Sadiq
- Rekiya Attah como Director Hassan
- Akin Lewis como Otunba